# Anne Magnussen
Anne Magnussen er en dansk lektor i spansk og latinamerikansk historie ved Syddansk Universitet (SDU). År 2001 opnåede Magnussen ph.d. i spanske studier fra Københavns Universitet og blev samme år ansat ved Institut for Historie, SDU.

## Forskningsområder
Til Magnussens forskning hører bl.a. Latinamerika, herunder Argentina og Mexico. Forskningsmetoden er især semiotik som historisk metode og tegneserier som historiske kilder, navnlig om den Spanske Borgerkrig.
Magnussen er medlem af Dansk Tegneserieråd og underviser i historisk metode og teori.

## Udvalgte publikationer
(2014) The New Spanish Memory Comics: The Example of Cuerda de Presas
(2000) The Semiotics of C. S. Peirce as a Theoretical Framework for the Understanding of Comics

### Bidrag
(2018) Visuel historie
(2000) Comics and Culture: Analytical and Theoretical Approaches to Comics (sammen med Hans-Christian Christiansen)